# Shirehampton
Shirehampton - przedmieście w Anglii, w mieście Bristol, graniczące z Avonmouth. Leży nad rzeką Avon. Liczy 3 000 mieszkańców. Dzielnicę, utrzymaną w stylu wiejskim, otaczają lasy i tereny zadrzewione. Leżący na jej terenie Horseshoe Bend jest rezerwatem przyrody z rzadko występującymi gatunkami jarząba.